# Domažlice město
Domažlice město – przystanek kolejowy w Domažlicach, w kraju pilzneńskim, w Czechach. Położony jest na wysokości 435 m n.p.m.
Na przystanku nie ma możliwości kupienie biletu, a obsługa podróżnych odbywa się w pociągu. 

## Linie kolejowe
- 180 Plzeň - Domažlice - Furth im Wald
- 184 Domažlice - Planá u Mariánských Lázní